# NGC 3170
NGC 3170 is een hemelobject van twee sterren in het sterrenbeeld Grote Beer. Het hemelobject werd op 19 maart 1828 ontdekt door de Britse astronoom John Herschel.